# The Guy Who Came Back
Pour plus de détails, voir Fiche technique et Distribution.
The Guy Who Came Back est un film américain réalisé par Joseph M. Newman, sorti en 1951.

## Fiche technique
- Titre original : The Guy Who Came Back
- Réalisation : Joseph M. Newman
- Scénario : Allan Scott d'après une histoire de W.G. Fay
- Production : Julian Blaustein
- Société de production : Twentieth Century Fox
- Musique : Leigh Harline
- Photographie : Joseph LaShelle
- Montage : William B. Murphy (en)
- Direction artistique : Chester Gore et Lyle R. Wheeler
- Décorateur de plateau : Claude E. Carpenter et Thomas Little
- Costumes : Renié et Charles Le Maire
- Pays d'origine : États-Unis
- Format : Noir et blanc - Son : Mono
- Genre : Drame
- Durée : 91 minutes
- Date de sortie :
  - États-Unis : 16 août 1951

## Distribution
- Paul Douglas : Harry Joplin
- Joan Bennett : Kathy Joplin
- Linda Darnell : Dee Shane
- Don DeFore : Gordon Towne
- Billy Gray : Willy Joplin
- Zero Mostel : Boots Mullins
- Edmon Ryan : Joe Demarcus
- Ruth McDevitt : Grandma
- Walter Burke : O'Mara
- Henry Kulky : Wizard, Lutteur

Acteurs non crédités
- Hal Baylor : un marine
- John Hamilton : un amiral